# Medicina bizantina

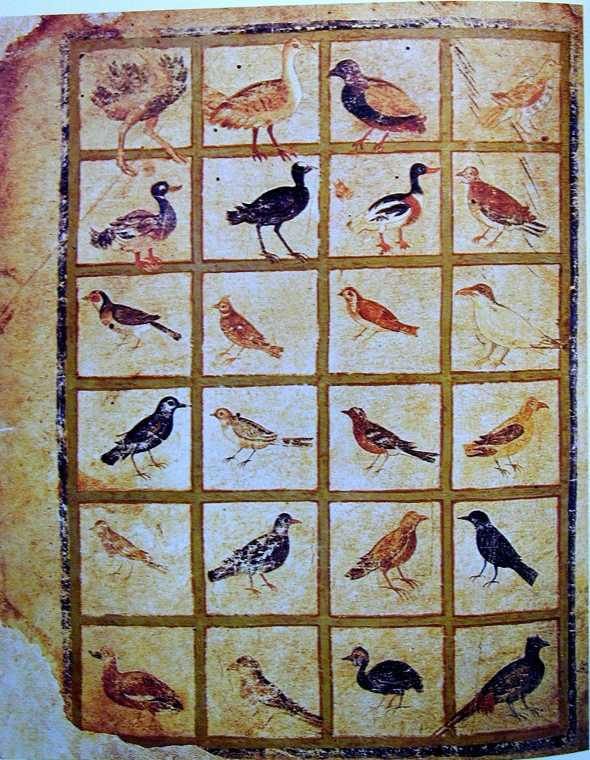
Ilustrações de aves do manuscrito bizantino Codex Aniciae Julianae.

A medicina bizantina compreende as práticas médicas disponíveis no Império Bizantino, entre 400 d.C. e 1453 d.C. A medicina bizantina foi notável pela preservação de todo o conhecimento adquirido durante a época greco-romana, e pela influência que exerceu na medicina islâmica e no renascimento da medicina Ocidental durante a Renascença.
Os médicos bizantinos geralmente registavam e normalizavam os procedimentos e informação em manuais. Os registros incluíam explicações para o diagnóstico e ilustrações técnicas. O "Compêndio Médico em Sete Livros", da autoria de Paulo de Égina, é um dos mais extensos documentos médicos sobreviventes desta época. Escrito em finais do século VII, continuou a ser usado como fonte de informação nos oitocentos anos que se seguiram.
Os registros históricos mencionam muitas vezes a existência de hospitais civis, embora a assistência médica e triagem de guerra fosse já anterior ao Império Romano. Constantinopla destaca-se como o mais relevante centro de medicina durante a Idade Média, impulsionado pela sua localização na confluência de várias rotas, poder económico e centro cultural.

## Contexto
Entre os primeiros médicos bizantinos está Dioscórides, autor do manuscrito Codex Aniciae Julianae (c. 515 d.C.), para oferta à filha do imperador Olíbrio. Tal como maior parte dos médicos bizantinos, o autor teve como fontes autoridades da Antiguidade como Galeno e Hipócrates, embora os praticantes bizantinos tivessem alargado significativamente o conhecimento preservado das fontes greco-romanas. Oribásio de Pérgamo, talvez o mais prolífico compilador do conhecimento médico, muito frequentemente tomava nota de assunções médicas comuns, mas que havia sido demonstrado serem incorretas. Muitas das suas obras, assim como as de outros médicos bizantinos, seriam traduzidas para latim e, eventualmente, para outras línguas durante o Iluminismo.
Entre os últimos médicos bizantinos notáveis está João Actuário, tendo vivido em Constantinopla durante o início do século XIV. A sua obra sobre a urina lançou as bases para a investigação posterior na área de urologia. No entanto, entre o fim do século XII e a queda de Constantinopla para os Turcos em 1453, pouca divulgação houve do conhecimento médico, devido em grande parte à instabilidade no seio do Império. No entanto, a medicina bizantina é extremamente importante, tanto em termos de novas descobertas feitas durante esse período (numa época de grande instabilidade na Europa Ocidental), como na preservação do conhecimento greco-romano através de compêndios, na revisão desse conhecimento e, finalmente, na sua disseminação na Itália renascentista e no mundo islâmico.

## Hospitais
Bizâncio foi o primeiro império a ver prosperar instituições dedicadas em exclusivo à prática de medicina. Estas instituições eram geralmente impulsionadas por igrejas individuais ou pelo Estado, sendo semelhantes aos hospitais modernos em vários aspectos. Embora tenham existido instituições semelhantes durante a antiguidade greco-romana, eram geralmente de uso militar ou locais onde os cidadãos se podiam deslocar para morrer em tranquilidade.
O primeiro hospital foi construído por Basílio de Cesareia em finais do século IV, e embora estas instituições tenham florescido nas grandes cidades, apenas ao longo dos séculos VIII e IX é que começaram a surgir nas cidades provinciais. A medicina bizantina era baseada por completo em hospitais ou ambulatórios, que faziam parte do complexo hospitalar. Estava instituída uma hierarquia laboral, entre a qual um médico principal (archiatroi), enfermeiras profissionais (hypourgoi) e assistentes (hyperetai). 
Os próprios médicos tinham extensa formação, tendo provavelmente frequentado a Universidade de Constantinopla à medida que em Bizâncio a medicina se torna um dos principais campos académicos. Apesar da proeminência dos grandes médicos da antiguidade, é na época bizantina que o estatuto da medicina enquanto ciência é bastante aperfeiçoado.